# Гільєрмо Леон Валенсія
Гільєрмо Леон Валенсія Муньйос (ісп. Guillermo León Valencia Muñoz; 27 квітня 1909 — 4 листопада 1971) — колумбійський правник, дипломат і політик, двадцять перший президент Колумбії.

## Біографія
Народився 1909 року в Попаяні в родині поета Гільєрмо Валенсії Кастільйо. Навчався в Університеті Кауки, здобувши ступінь з правознавства. Свою політичну кар'єру розпочав з обрання до міської ради Попаяна. Потім також був депутатом міської ради Боготи й асамблеї департаменту Каука.
Від 1950 до 1953 року займав пост посла Колумбії в Іспанії. В травні 1953 року отримав портфель міністра закордонних справ, однак 13 червня того ж року Густаво Рохас Пінілья здійснив військовий переворот і усунув чинний уряд.
Здобувши перемогу на виборах 1962 року, став черговим президентом країни. Валенсія Муньйос провадив економічні та соціальні реформи, зокрема було створено резервну систему, на 20 % збільшено видатки на освіту. Також за його президентства було збільшено видобуток та експорт нафти, а також виробництво електроенергії. Окрім того, спільно зі Сполученими Штатами, було розгорнуто програму будівництва дешевого житла в одному з районів Боготи.